# Liste der Anime-Titel (2000–2001)
Dies ist eine chronologisch sortierte Liste der Anime-Titel von 2000 bis 2001.

## 2000
| Name                                                                                       | Alternative Namen                                                                                   | Veröffentlichungsjahr | Studio(s)                               |
| ------------------------------------------------------------------------------------------ | --------------------------------------------------------------------------------------------------- | --------------------- | --------------------------------------- |
| Ai Doll (4 Folgen)                                                                         | 哀・奴隷, Love Doll                                                                                 | 2000 als OVA          | Digital Works, Y.O.U.C.                 |
| Alexander Senki                                                                            | アレクサンダー戦記                                                                                  | 2000 als Film         | Madhouse                                |
| Amon Devilman Revelation (eine Folge)                                                      | AMON デビルマン黙示録                                                                               | 2000 als OVA          | Aniplex                                 |
| Angel Sanctuary (3 Folgen)                                                                 | 天使禁猟区, Tenshi Kinryōku                                                                         | 2000 als OVA          |                                         |
| Angels in the Court (2 Folgen)                                                             | コートの中の天使達, Court no Naka no Tenshi-tachi                                                   | 2000 als OVA          | Pink Pineapple                          |
| Argento Soma (25 Folgen)                                                                   | アルジェント ソーマ, Arujento Sōma                                                                  | 2000 als Fernsehserie | Sunrise                                 |
| Ayashi no Ceres (24 Folgen)                                                                | 妖しのセレス, Ayashi no Seresu                                                                      | 2000 als Fernsehserie | Studio Pierrot                          |
| Azumanga Web Daioh (eine Folge)                                                            | あずまんがWEB大王                                                                                   | 2000 als Web-Anime    | GENCO, J.C.Staff                        |
| Blood: The Last Vampire                                                                    | BLOOD THE LAST VAMPIRE                                                                              | 2000 als Film         | Production I.G                          |
| Blue Remains                                                                               | ブルー・リメイン                                                                                    | 2000 als Film         | DAAC Corporation, Digital Media Factory |
| Boogiepop Phantom (12 Folgen)                                                              | ブギーポップは笑わない Boogiepop Phantom, Bugīpoppu wa Warawanai Boogiepop Phantom                  | 2000 als Fernsehserie | Madhouse                                |
| Brigadoon: Marin to Melan                                                                  | ブリガドーン まりんとメラン, Burigadōn: Marin to Meran                                              | 2000 als Film         | Sunrise                                 |
| Campus (2 Folgen)                                                                          | キャンパス                                                                                          | 2000 als OVA          | F.A.I. International, Y.O.U.C.          |
| Candidate for Goddess (12 Folgen)                                                          | 女神候補生, Megami Kōhosei                                                                          | 2000 als Fernsehserie | Xebec, Production I.G                   |
| Cardcaptor Sakura – Die versiegelte Karte                                                  | 劇場版 カードキャプターさくら 封印されたカード, Cardcaptor Sakura Movie 2: The Sealed Card          | 2000 als Film         | Madhouse                                |
| Chōjin Locke: Mirror Ring (eine Folge)                                                     | 超人ロック～ミラーリング～, Locke the Superman: Mirror Ring                                         | 2000 als OVA          | Sido Limited                            |
| Dā! Dā! Dā! (78 Folgen)                                                                    | だぁ!だぁ!だぁ!, UFO Baby                                                                           | 2000 als Fernsehserie | J.C.Staff                               |
| Daraku: Onna Kyōshi Hakai (3 Folgen)                                                       | 堕落 女教師破壊, Depravity                                                                          | 2000 als OVA          | Echo Animation Studio                   |
| Dark (2 Folgen)                                                                            | 堕楽, Daraku                                                                                        | 2000 als OVA          | F.A.I. International, Y.O.U.C.          |
| Detektiv Conan – Der Killer in ihren Augen                                                 | 名探偵コナン 瞳の中の暗殺者, Meitantei Konan: Hitomi no Naka no Ansatsusha                          | 2000 als Film         | TMS Entertainment                       |
| Di Gi Charat: Christmas Special (eine Folge)                                               | デ・ジ・キャラット クリスマススペシャル                                                             | 2000 als Special      | Madhouse                                |
| Di Gi Charat: Summer Special (eine Folge)                                                  | デ・ジ・キャラット サマースペシャル2000                                                             | 2000 als Special      | Madhouse                                |
| Digimon 02 (50 Folgen)                                                                     | デジモンアドベンチャー02, Digimon Adventure 02, Digimon: Digital Monsters 02                        | 2000 als Fernsehserie | Tōei Animation                          |
| Digimon Adventure 02: Digimon Hurricane Jōriku!! & Chōzetsu Shinka!! Ōgon no Digimental    | デジモンアドベンチャー02 デジモンハリケーン上陸!!・超絶進化!!黄金のデジメンタル                     | 2000 als Film         | Tōei Animation                          |
| Digimon Adventure: Bokura no War Game!                                                     | デジモンアドベンチャー ぼくらのウォーゲーム!                                                        | 2000 als Film         | Tōei Animation                          |
| Dinozone (26 Folgen)                                                                       | ダイノゾーン, Dinozaurs: The Series                                                                 | 2000 als Fernsehserie | Nippon Sunrise                          |
| Doki Doki Densetsu: Mahōjin Guru Guru (38 Folgen)                                          | ドキドキ伝説 魔法陣グルグル                                                                         | 2000 als Fernsehserie | Nippon Animation                        |
| Dōra (4 Folgen)                                                                            | 瞳裸, Doorbell                                                                                      | 2000 als OVA          | Crossnet                                |
| Doraemon: Nobita and the Legend of the Sun King                                            | ドラえもん のび太の太陽王伝説                                                                       | 2000 als Film         | Shin’ei Dōga                            |
| Doraemon: Obāchan no Omoide                                                                | ドラえもん おばあちゃんの思い出, Doraemon: A Grandmother's Recollections                            | 2000 als Kurzfilm     | Shin’ei Dōga                            |
| The Doraemons: Doki Doki Wildcat Engine                                                    | ザ☆ドラえもんズ ドキドキ機関車大爆走!                                                               | 2000 als Kurzfilm     | Shin’ei Dōga                            |
| Dotto Koni-chan (26 Folgen)                                                                | ドッとKONIちゃん                                                                                    | 2000 als Fernsehserie | Shaft                                   |
| Eiga Ojamajo Doremi Sharp                                                                  | 映画 おジャ魔女どれみ♯                                                                              | 2000 als Film         | Tōei Animation                          |
| Eiga Ojarumaru Yakusoku no Natsu Ojaru to Semira                                           | 映画おじゃる丸 約束の夏 おじゃるとせみら                                                            | 2000 als Film         | Gallop (Studio)                         |
| Eine handvoll Mädchen (4 Folgen)                                                           | ファイブカード, Five Card                                                                           | 2000 als OVA          | Five Ways                               |
| Endless Serenade (eine Folge)                                                              | エンドレス セレナーデ                                                                               | 2000 als OVA          | Digital Works                           |
| Escaflowne – The Movie                                                                     | エスカフローネ, Esukafurōne, A Girl in Gaea                                                         | 2000 als Film         | Sunrise, Bones, Satelight               |
| éX-Driver (6 Folgen)                                                                       | エクスドライバー, éX-D                                                                              | 2000 als OVA          | Actas                                   |
| Fabre Sensei wa Meitantei (26 Folgen)                                                      | ファーブル先生は名探偵, Inspector Fabre                                                             | 2000 als Fernsehserie | E&G Films                               |
| First Kiss Monogatari (eine Folge)                                                         | ファーストKiss☆物語, First Kiss Story                                                               | 2000 als OVA          |                                         |
| Five Card (4 Folgen)                                                                       | ファイブカード                                                                                      | 2000 als OVA          | Five Ways                               |
| FLCL (6 Folgen)                                                                            | フリクリ, Furi Kuri, Fooly Cooly                                                                    | 2000 als OVA          | Gainax                                  |
| Fushigi Sekai Atagoul Monogatari                                                           | 不思議世界 アタゴオル物語                                                                           | 2000 als Kurzfilm     | Digital Frontier                        |
| Gakkō no Kaidan (20 Folgen)                                                                | 学校の怪談, Ghost Stories in School                                                                 | 2000 als OVA          | Pierrot                                 |
| Gambler Densetsu Tetsuya (20 Folgen)                                                       | 勝負師（ギャンブラー）伝説 哲也                                                                     | 2000 als Fernsehserie | Toei Animation                          |
| Gate Keepers (24 Folgen)                                                                   | ゲートキーパーズ                                                                                    | 2000 als Fernsehserie | Gonzo                                   |
| Gear Fighter Dendoh (38 Folgen)                                                            | ＧＥＡＲ戦士電童                                                                                    | 2000 als Fernsehserie | Sunrise                                 |
| Geobreeders 2: Ransen Toppa (4 Folgen)                                                     | ジオブリーダーズ２ 魍魎遊撃隊, Geobreeders: Breakthrough                                            | 2000 als OVA          | Chaos Project                           |
| Ghiblies (eine Folge)                                                                      | ギブリーズ                                                                                          | 2000 als Special      | Studio Ghibli                           |
| Ginsō Kikō Ordian (24 Folgen)                                                              | 銀装騎攻オーディアン, Platinumhugen Ordian, Silver Armor Knight Audian                              | 2000 als Fernsehserie |                                         |
| Grandeek - Gaiden (eine Folge)                                                             | GRANDEEK ～外伝～                                                                                   | 2000 als OVA          | Animate, Group TAC                      |
| Gravitation (13 Folgen)                                                                    | グラビテーション                                                                                    | 2000 als Fernsehserie | Studio Deen                             |
| Hajime no Ippo (76 Folgen)                                                                 | はじめの一歩, Fighting Spirit                                                                       | 2000 als Fernsehserie | Madhouse                                |
| Hamster Club (130 Folgen)                                                                  | ハムスター倶楽部                                                                                    | 2000 als Fernsehserie | Vega Entertainment                      |
| Hamtaro (296 Folgen)                                                                       | とっとこハム太郎, Tottoko Hamutarō                                                                  | 2000 als Fernsehserie | TMS Entertainment                       |
| Hand Maid May (11 Folgen)                                                                  | HAND MAID メイ, Hand Maid Mei                                                                       | 2000 als Fernsehserie | TNK                                     |
| Hero Hero-kun (104 Folgen)                                                                 | へろへろくん                                                                                        | 2000 als Fernsehserie | Studio Bogey, Studio Flag               |
| Hidamari no Ki (25 Folgen)                                                                 | 陽だまりの樹, Tezuka's Ancestor Dr. Ryoan, Tree in the Sun                                          | 2000 als Fernsehserie | Madhouse                                |
| Honō no Labyrinth (2 Folgen)                                                               | 炎のらびりんす, Labyrinth of Flames                                                                 | 2000 als OVA          | Studio Fantasia                         |
| Hyakkiyakou -Warashi- (eine Folge)                                                         | 百喜夜行 わらし                                                                                     | 2000 als OVA          |                                         |
| Inu Yasha (167 Folgen)                                                                     | 犬夜叉                                                                                              | 2000 als Fernsehserie | Sunrise                                 |
| Karakuri Kiden Hiwō Senki (26 Folgen)                                                      | 機巧奇傳ヒヲウ戦記, Karakuri Kiden Hiō Senki                                                        | 2000 als Fernsehserie | Bones                                   |
| Kaze o Mita Shōnen – The Boy Who Saw The Wind                                              | 風を見た少年〜The Boy Who Saw The Wind                                                              | 2000 als Film         | Brain’s Base                            |
| Kero-chan ni Omakase!                                                                      | ケロちゃんにおまかせ！, Leave it to Kero! Theatrical Version                                        | 2000 als Kurzfilm     | Madhouse                                |
| Kōtetsu Tenshi Kurumi (4 Folgen)                                                           | 鋼鉄天使くるみ, Steel Angel Kurumi Encore                                                           | 2000 als OVA          | Oriental Light and Magic                |
| Kowaremono (3 Folgen)                                                                      | こわれもの, Slave Doll                                                                              | 2000 als OVA          | Soft On Demand                          |
| Love Hina (25 Folgen)                                                                      | ラブ ひな                                                                                           | 2000 als Fernsehserie | Production I.G, Xebec                   |
| Love Hina Christmas Special – Silent Eve (eine Folge)                                      | ラブひな クリスマススペシャル～サイレント・イヴ～, Love Hina X'mas Special - Silent Eve             | 2000 als Special      | Xebec                                   |
| NieA_7 (13 Folgen)                                                                         | ニアアンダーセブン, NieA under 7                                                                    | 2000 als Fernsehserie | GENCO, Triangle Staff                   |
| Nyani ga nyan dā Nyandā Kamen (83 Folgen)                                                  | ニャニがニャンだーニャンダーかめん, Nyani ga nyandā Nyandā Kamen                                    | 2000 als Fernsehserie | Sunrise                                 |
| Oh! My Goddess: Der Film                                                                   | 劇場版「ああっ女神さまっ」, Gekijōban “Aa! Megami-sama”                                             | 2000 als Film         | AIC                                     |
| One Piece – Der Film                                                                       | ONE PIECE                                                                                           | 2000 als Film         | Tōei Animation                          |
| One Piece: Ruffy Rakka! Hikyō, Umi no Heso no Daibōken (eine Folge)                        | ONE PIECE ルフィ落下! 秘境・海のヘソの大冒険, One Piece: Rufi Rakka! Hikyō, Umi no Heso no Daibōken | 2000 als Special      | Tōei Animation                          |
| Rokumon Tengai Mon Colle Knights (51 Folgen)                                               | 六門天外モンコレナイト, Six Gates Far Away Mon Colle Knight                                         | 2000 als Fernsehserie | Studio Deen                             |
| Saiyuki (50 Folgen)                                                                        | 幻想魔伝 最遊記, Gensōmaden Saiyūki                                                                 | 2000 als Fernsehserie | Studio Pierrot                          |
| Sakura Taisen TV (25 Folgen)                                                               | サクラ大戦TV, Sakura Wars TV                                                                        | 2000 als Fernsehserie | Madhouse                                |
| Seikai no Danshō: Tanjō (eine Folge)                                                       | 星界の断章 誕生                                                                                     | 2000 als Special      | Sunrise                                 |
| Seikai no Senki (13 Folgen)                                                                | 星界の戦旗                                                                                          | 2000 als Fernsehserie | Sunrise                                 |
| Shin Getter Robo tai Neo Getter Robo (4 Folgen)                                            | 真ゲッターロボ対ネオゲッターロボ, Shin Getter Robo vs. Neo Getter Robo                              | 2000 als OVA          | Radix, Studio OX                        |
| Shin Megami Tensei: Devichil (50 Folgen)                                                   | 真・女神転生 デビチル, Shin Megami Tensei: Debichiru                                                | 2000 als Fernsehserie | Tokyo Movie, Actas                      |
| Suteki desu wa, Sakura-chan! Tomoyo no Cardcaptor Sakura Katsuyaku Video Nikki! (3 Folgen) | すてきですわ、さくらちゃん！ 知世のカードキャプターさくら活躍ビデオ日記！                           | 2000 als OVA          | Madhouse                                |
| Taro Alien (24 Folgen)                                                                     | うちゅう人 田中太郎, Uchūjin Tanaka Tarō                                                            | 2000 als Fernsehserie | Studio Hibari                           |
| Transformer: Car Robot (39 Folgen)                                                         | トランスフォーマー カーロボット, Toransufōmā: Kāro Botto, Transformers: Robots in Disguise          | 2000 als Fernsehserie |                                         |
| Triangle Heart: Sazanami Joshiryō (5 Folgen)                                               | とらいあんぐるハート さざなみ女子寮                                                                 | 2000 als OVA          | Mook DLE                                |
| Uraroji Diamond                                                                            | 裏路地ダイヤモンド, Uraroji Daiyamondo                                                              | 2000 als Fernsehserie | Studio 4°C                              |
| Vampire Hunter D: Bloodlust                                                                | | 2000 als Film         | Madhouse, Satelight                     |
| Vandread (13 Folgen)                                                                       | ヴァンドレッド                                                                                      | 2000 als Fernsehserie | Gonzo                                   |
| Weiß Kreuz Verbrechen & Strafe (2 Folgen)                                                  | | 2000 als OVA          | Triangle Staff                          |
| Wiedersehen mit Shao (eine Folge)                                                          | 伝心 まもって守護月天!, Denshin Mamotte Shugogetten!                                                | 2000 als OVA          | Tōei Animation                          |
| Yami no Matsuei (13 Folgen)                                                                | 闇の末裔                                                                                            | 2000 als Fernsehserie | J.C.Staff                               |
| Yu-Gi-Oh! (224 Folgen)                                                                     | 遊☆戯☆王デュエルモンスターズ, Yū-Gi-Ō Dyueru Monsutāzu, Yu-Gi-Oh! Duel Monsters                     | 2000 als Fernsehserie | Gallop                                  |
| Zoku Gosenzo San'e (4 Folgen)                                                              | 続・御先祖賛江                                                                                      | 2000 als OVA          | AIC, Green Bunny                        |

## 2001
| Name                                                             | Alternative Namen                                                                              | Veröffentlichungsjahr | Studio(s)                                 |
| ---------------------------------------------------------------- | ---------------------------------------------------------------------------------------------- | --------------------- | ----------------------------------------- |
| 21-ji no Onna – Newscaster Katsuragi Miki (3 Folgen)             | 21時の女 ～ニュースキャスター桂木美紀～                                                        | 2001 als OVA          | Museum Pictures                           |
| Afro Ken (eine Folge)                                            | アフロ犬, Afuro Ken                                                                            | 2001 als OVA          | Sunrise                                   |
| Ai Shimai – Futari no Kajitsu (3 Folgen)                         | 愛姉妹～二人の果実~                                                                            | 2001 als OVA          | Pink Pineapple, Office Takeoff            |
| Ail Maniax – Imma Seifuku Kari & Majogari no Yoru ni (3 Folgen)  | アイルMANIAX〜淫魔制服狩り＆魔女狩りの夜に〜                                                   | 2001 als OVA          | Pink Pineapple                            |
| Ajimu – Kaigan Monogatari (4 Folgen)                             | あじむ ~海岸物語~                                                                              | 2001 als Web-Anime    | Actas                                     |
| Alien 9 (4 Folgen)                                               | エイリアン9, Alien Nine                                                                        | 2001 als Special      | J.C.Staff                                 |
| Angel Blade (3 Folgen)                                           | エンジェルブレイド, Enjeru Bureido                                                             | 2001 als OVA          | Frontline, Studio G-1 Neo                 |
| Angelic Layer (26 Folgen)                                        | 機動天使エンジェリックレイヤー, Kidō Tenshi Enjerikku Reiyā                                    | 2001 als Fernsehserie | Bones                                     |
| Animation Runner Kuromi (eine Folge)                             | アニメ制作進行くろみちゃん, Anime Seisaku Shinkō Kuromi-chan                                   | 2001 als OVA          | Yumeta Company                            |
| Arete-hime                                                       | アリーテ姫, Arīte-hime, Princess Arete                                                         | 2001 als Film         | Studio 4°C                                |
| Ari Doll (2 Folgen)                                              | アリスドール                                                                                   | 2001 als OVA          | Five Ways                                 |
| Arjuna (13 Folgen)                                               | 地球少女アルジュナ, Chikyū Shōjo Arujuna                                                       | 2001 als Fernsehserie | Satelight                                 |
| ASGALDH ~The Distortion Testament~ (3 Folgen)                    | アスガルド～歪曲のテスタメント~                                                                | 2001 als OVA          | Discovery                                 |
| Ayatsuri Ningyō (2 Folgen)                                       | 聖操奴隷                                                                                       | 2001 als OVA          |                                           |
| Azumanga Daioh                                                   | あずまんが大王                                                                                 | 2001 als Kurzfilm     | J.C.Staff                                 |
| Babel II (13 Folgen)                                             | バビル2世, Babel Nisei                                                                         | 2001 als Fernsehserie | Vega Entertainment                        |
| Bakuhatsu Sunzen!! Tenshi no Countdown (eine Folge)              | 爆発寸前!! 天使のカウントダウン                                                                | 2001 als OVA          |                                           |
| Beyblade (51 Folgen)                                             | 爆転シュート ベイブレード, Bakuten Shūto Beiburēdo, Bakuten Shoot Beyblade                     | 2001 als Fernsehserie | Madhouse                                  |
| Bible Black: La Noche de Walpurgis (6 Folgen)                    | バイブルブラック, Baiburu Burakku                                                              | 2001 als OVA          | Museum Pictures                           |
| Binetsu Hime: Zange no Shō (eine Folge)                          | 微熱姫 懺悔の章                                                                                | 2001 als OVA          | Office AO                                 |
| Black Jack (12 Folgen)                                           | ブラック・ジャック, Burakku Jakku                                                              | 2001 als Web-Anime    |                                           |
| Canvas – Sepia-iro no Motif (2 Folgen)                           | Canvas ～セピア色のモチーフ～, Canvas ～Motif of Sepia～                                       | 2001 als OVA          | F&C co.                                   |
| Chance Triangle Session (13 Folgen)                              | チャンス トライアングルセッション, Chance Pop Session                                          | 2001 als Fernsehserie | Madhouse                                  |
| Chihiros Reise ins Zauberland                                    | 千と千尋の神隠し, Sen to Chihiro no Kamikakushi                                                | 2001 als Film         | Studio Ghibli                             |
| Chijoku Kankin - Ochita Tenshi-tachi (eine Folge)                | 恥辱監禁 ～堕ちた天使たち～                                                                    | 2001 als OVA          | Pink Pineapple                            |
| Chikyū Bōei Kazoku (13 Folgen)                                   | 地球防衛家族, Earth Defence Family                                                             | 2001 als Fernsehserie | Group TAC                                 |
| Chitchana Yukitsukai Sugar (24 Folgen)                           | ちっちゃな雪使いシュガー, Chitchana Yukitsukai Shugā, A Little Snow Fairy Sugar                | 2001 als Fernsehserie | J.C.Staff                                 |
| Comet-san (43 Folgen)                                            | コメットさん, Cosmic Baton Girl Comet-san                                                      | 2001 als Fernsehserie | Nippon Animation                          |
| Comic Party (13 Folgen)                                          | こみっくパーティー, Komikku Pātī, ComiPa                                                       | 2001 als Fernsehserie | OLM                                       |
| Comic Party Special (4 Folgen)                                   |                                                                                                | 2001 als Special      | OLM                                       |
| Cosmo Warrior Zero Gaiden                                        | Young Harlock o Oe! Cosmowarrior Zero Gaiden                                                   | 2001 als Film         |                                           |
| Cosmowarrior Zero                                                | コスモウォーリアー零, Cosmo Warrior Zero                                                       | 2001 als Film         | Vega Entertainment                        |
| Cowboy Bebop                                                     | カウボーイビバップ天国の扉, Cowboy Bebop – Tengoku no Tobira                                   | 2001 als Film         | Bones                                     |
| Crush Gear Turbo (68 Folgen)                                     | 激闘!クラッシュギアTURBO, Gekito! Crush Gear Turbo                                             | 2001 als Fernsehserie | Sunrise                                   |
| Cyborg Soldier 009 (52 Folgen)                                   |                                                                                                | 2001 als Fernsehserie | avex mode, Japan Vistec                   |
| Daisuki! BuBu ChaCha (26 Folgen)                                 | だいすき! ぶぶチャチャ                                                                         | 2001 als Fernsehserie | Studio Daume, Japan Digital Entertainment |
| Dennō Bōkenki Webdiver (52 Folgen)                               | 電脳冒険記ウェブダイバー                                                                       | 2001 als Fernsehserie | Nippon Animation, Radix                   |
| Detektiv Conan – Countdown zum Himmel                            | 名探偵コナン 天国へのカウントダウン, Meitantei Konan: Tengoku e no Kauntodaun                  | 2001 als Film         | TMS Entertainment                         |
| Di Gi Charat: Hoshi no Tabi                                      | デ・ジ・キャラット 星の旅                                                                      | 2001 als Kurzfilm     | Madhouse                                  |
| Di Gi Charat: Natsuyasumi Special (eine Folge)                   | デ・ジ・キャラット なつやすみスペシャル                                                        | 2001 als Special      | Madhouse                                  |
| Di Gi Charat: Ohanami Special (eine Folge)                       | デ・ジ・キャラット お花見すぺしゃる                                                            | 2001 als Special      | Madhouse                                  |
| Digimon Adventure 02: Diablomon no Gyakushū                      | デジモンアドベンチャー02 ディアボロモンの逆襲                                                  | 2001 als Film         | Tōei Animation                            |
| Digimon Tamers (51 Folgen)                                       | デジモンテイマーズ, Digimon: Digital Monsters 03                                               | 2001 als Fernsehserie | Tōei Animation                            |
| Digimon Tamers: Bōkensha-tachi no Tatakai                        | デジモンテイマーズ ボウケンシャタイチノタタカイ                                                | 2001 als Film         | Tōei Animation                            |
| Digital Juice (eine Folge)                                       | デジタルジュース, Dijitaru Jūsu                                                                | 2001 als OVA          | Studio 4°C                                |
| Doraemon: Ganbare! Gian!!                                        | ドラえもん がんばれ！ジャイアン!!                                                              | 2001 als Kurzfilm     | Shin’ei Dōga                              |
| Doraemon: Nobita's Winged Heroes                                 | ドラえもん のび太と翼の勇者たち                                                                | 2001 als Film         | Shin’ei Dōga                              |
| Dorami & Doraemons: Space Land's Critical Event                  | ドラミ＆ドラえもんズ 宇宙（スペース）ランド危機イッパツ!                                       | 2001 als Kurzfilm     | Shin’ei Dōga                              |
| Dr. Rin ni Kiitemite! (51 Folgen)                                | Dr.リンに聞いてみて!, Ask Dr. Lin!                                                             | 2001 als Fernsehserie | Nippon Animation                          |
| Dvine [Luv] (4 Folgen)                                           |                                                                                                | 2001 als OVA          | Pink Pineapple                            |
| Eiga Motto! Ojamajo Doremi: Kaeru Ishi no Himitsu                | 映画 も〜っと! おジャ魔女どれみ カエル石のひみつ                                               | 2001 als Film         | Tōei Animation                            |
| él (2 Folgen)                                                    | エル, eru                                                                                      | 2001 als OVA          | Green Bunny                               |
| Esper Bishōjo Manami (eine Folge)                                | エスパー美少女まなみ, Sexy Fighter Manami                                                      | 2001 als OVA          | Obtain Future                             |
| Fairy Forest Remi-chan (eine Folge)                              | フェアリーフォレスト レミちゃん, Fairy in the Forest                                           | 2001 als OVA          | Obtain Future                             |
| Figure 17: Tsubasa & Hikaru (13 Folgen)                          | フィギュア17 つばさ&ヒカル, Figure 17                                                          | 2001 als Fernsehserie | Oriental Light and Magic                  |
| Final Fantasy Unlimited (25 Folgen)                              | ファイナルファンタジー：アンリミテッド, Fainaru Fantajī: Anrimiteddo, FF:U                     | 2001 als Fernsehserie | Gonzo                                     |
| Flashback Game (3 Folgen)                                        | フラッシュバックゲーム                                                                         | 2001 als OVA          | Blue Cat                                  |
| Fruits Basket (26 Folgen)                                        | フルーツバスケット, Furūtsu Basuketto                                                          | 2001 als Fernsehserie | Studio Deen                               |
| Fushigi Yuugi – The Mysterious Play (4 Folgen)                   | ふしぎ遊戯 永光伝, Fushigi Yūgi Eikoden                                                        | 2001 als OVA          | Studio Pierrot                            |
| Gakuen Senki Muryo (26 Folgen)                                   | 学園戦記ムリョウ, Shingu: Secret of the Stellar Wars                                           | 2001 als Fernsehserie | Madhouse                                  |
| Galaxy Angel (26 Folgen)                                         | ギャラクシーエンジェル                                                                         | 2001 als Fernsehserie | Madhouse                                  |
| Geisters: Fractions of the Earth (26 Folgen)                     | ガイスターズ FRACTIONS OF THE EARTH                                                            | 2001 als Fernsehserie | Studio Kuma                               |
| Gekito! Crush Gear Turbo (68 Folgen)                             | 激闘！クラッシュギアＴＵＲＢＯ                                                                 | 2001 als Fernsehserie | Sunrise                                   |
| Generation of Chaos (eine Folge)                                 | ジェネレーション オブ カオス, Generation of Chaos Prologue                                     | 2001 als OVA          | Idea Factory                              |
| Geneshaft (13 Folgen)                                            | ジーンシャフト                                                                                 | 2001 als Fernsehserie |                                           |
| Gibo (2 Folgen)                                                  | 義母, Stepmother's Sin                                                                         | 2001 als OVA          | Y.O.U.C.                                  |
| Ginga Tetsudō 999: Niji no Michishirube                          | 銀河鉄道999 虹の道標                                                                           | 2001 als Film         | Tōei Animation                            |
| Go! Go! Itsutsugo Land (50 Folgen)                               | ゴーゴー五つ子 ら・ん・ど, Let's Go Quintuplets!                                               | 2001 als Fernsehserie | Magic Bus                                 |
| Good Morning Call (eine Folge)                                   | グッドモーニング・コール                                                                       | 2001 als OVA          | Production I.G, Trans Arts Co.            |
| Grappler Baki (48 Folgen)                                        | グラップラー刃牙, Gurappurā Baki                                                               | 2001 als Fernsehserie | Group Tac                                 |
| Gundam Evolve (14 Folgen)                                        | ガンダムEVOLVE                                                                                 | 2001 als OVA          | Sunrise                                   |
| Gundam Shin Taiken 0087 - Green Divers                           | ガンダム新体験―００８７―グリーンダイバーズ, Gundam Neo Experience 0087 - Green Divers          | 2001 als Kurzfilm     | Sunrise                                   |
| Guren (3 Folgen)                                                 | 紅蓮, Blood Shadow, Crimson Lotus                                                              | 2001 als OVA          | Discovery                                 |
| Gyōten Ningen Batsealer (52 Folgen)                              | 仰天人間バトシーラー, Astonishment man Batsealer                                               | 2001 als Fernsehserie | Group TAC                                 |
| Haitoku no Shōjo - A Girl of Immorality (2 Folgen)               | 背徳の少女 A Girl of Immorality, Haitoku no Shoujyo - Family of Debauchery                     | 2001 als OVA          | Five Ways                                 |
| Hakaima Sadamitsu (10 Folgen)                                    | 破壊魔定光, Sadamitsu the Destroyer                                                            | 2001 als Fernsehserie | Studio Deen                               |
| Hana Dorei (2 Folgen)                                            | 華・奴隷, Slaves to Passion                                                                    | 2001 als OVA          | Y.O.U.C.                                  |
| Hanaukyo Maid-tai (12 Folgen)                                    | 花右京メイド隊, Maid In Hanaukyo                                                               | 2001 als Fernsehserie | Daume                                     |
| Hanaukyo Maid-tai (3 Folgen)                                     | 花右京メイド隊, Maid In Hanaukyo                                                               | 2001 als OVA          | Daume                                     |
| Happy Lesson (5 Folgen)                                          | HAPPY★LESSON                                                                                   | 2001 als OVA          | Vignette, Chaos Project, Studio Kuma      |
| Harumi-chan no Oita (eine Folge)                                 | はるみちゃんのおいた, Harumi's Bad Play                                                        | 2001 als OVA          | Obtain Future, Onmitsu-Do                 |
| Heisa Byōtō (2 Folgen)                                           | 閉鎖病棟, Sex Ward                                                                             | 2001 als OVA          | Y.O.U.C., FAI International               |
| Heisei Jogakuen Kagai Lesson (eine Folge)                        | 平成女学園 課外レッスン, School Girl - Special Lesson                                          | 2001 als OVA          | Obtain Future                             |
| Hellsing (13 Folgen)                                             | HELLSING                                                                                       | 2001 als Fernsehserie | Gonzo                                     |
| Hikaru no Go (23 Folgen)                                         | ヒカルの碁                                                                                     | 2001 als Fernsehserie | Studio Pierrot                            |
| Hi-Me-Go-To (eine Folge)                                         | Hi・Me・Go・To                                                                                 | 2001 als OVA          | Pink Pineapple                            |
| Hooligan (2 Folgen)                                              | フーリガン, Hooligan - Quest for the Seven Holy Dildos                                         | 2001 als OVA          | Y.O.U.C.                                  |
| Hoshi no Kirby (100 Folgen)                                      | 星のカービィ, Kirby: Right Back At Ya!                                                         | 2001 als Fernsehserie | Studio Sign                               |
| I My Me! Strawberry Eggs (13 Folgen)                             | あぃまぃみぃ！ストロベリー・エッグ, Ai Mai Mī! Sutoroberī Eggu, Strawberry Eggs                | 2001 als Fernsehserie | TNK                                       |
| i -wish you were here-: Anata ga Koko ni Itehoshii (4 Folgen)    | i-wish you were here- あなたがここにいてほしい, Zaion: I Wish You Were Here                    | 2001 als Fernsehserie | Gonzo                                     |
| Initial D: Extra Stage (2 Folgen)                                | 頭文字D Extra Stage                                                                            | 2001 als OVA          | Pastel                                    |
| Initial D: Third Stage                                           | 頭文字D Third Stage                                                                            | 2001 als Film         | Studio Deen                               |
| Injū Gakuen Fukkatsu (4 Folgen)                                  | 淫獣学園 復活篇, La Blue Girl Returns                                                          | 2001 als OVA          | Arms                                      |
| Interstella 5555 – The 5tory of the 5ecret 5tar 5ystem           | インターステラ5555                                                                             | 2001 als Film         | Tōei Animation                            |
| InuYasha – Affections Touching Across Time                       | 犬夜叉 時代を越える想い, Inuyasha: Toki o Koeru Omoi                                           | 2001 als Film         | Sunrise                                   |
| Jungle wa Itsumo Hale nochi Gū (26 Folgen)                       | ジャングルはいつもハレのちグゥ                                                                 | 2001 als Fernsehserie | Shin’ei Dōga                              |
| Kirby (100 Folgen)                                               | 星のカービィ, Hoshi no Kirby                                                                   | 2001 als Fernsehserie |                                           |
| Kizuna (eine Folge)                                              | KIZUNA－絆－                                                                                   | 2001 als OVA          | Zexcs                                     |
| Kogepan (10 Folgen)                                              | こげぱん, Burnt Bread                                                                          | 2001 als Fernsehserie | Studio Pierrot                            |
| Kokoro Toshokan (13 Folgen)                                      | ココロ図書館, Kokoro Library                                                                   | 2001 als Fernsehserie | Studio Deen                               |
| Kōtetsu Tenshi Kurumi 2 (12 Folgen)                              | 鋼鉄天使くるみ 2, Steel Angel Kurumi 2                                                         | 2001 als Fernsehserie | Oriental Light and Magic                  |
| Kōtetsu Tenshi Kurumi Zero (3 Folgen)                            | 鋼鉄天使くるみ零, Steel Angel Kurumi Zero                                                      | 2001 als OVA          | Oriental Light and Magic                  |
| Love Hina Haru Special – Kimi Sakura chiru nakare!! (eine Folge) | ラブひな 春スペシャル ～キミサクラチルナカレ!!～, Love Hina Spring Special - I wish Your Dream | 2001 als Special      | Xebec                                     |
| Magical Nyan Nyan Taruto (12 Folgen)                             | 魔法少女猫たると, Majikaru Nyan Nyan Taruto, Magic Meow Meow Cat Girl                          | 2001 als Fernsehserie | TNK, Madhouse                             |
| Mahoromatic (12 Folgen)                                          | まほろまてぃっく, Mahoromatikku, Mahoromatic Automatic Maiden                                  | 2001 als Fernsehserie | Gainax, Shaft                             |
| Mazinkaiser (7 Folgen)                                           | マジンカイザー                                                                                 | 2001 als OVA          | Brain’s Base                              |
| Meitantei Conan: Conan VS KID VS Yaiba (eine Folge)              | 名探偵コナン Conan VS KID VS Yaiba, Meitantei Konan: Conan vs Kid vs Yaiba                     | 2001 als OVA          | TMS Entertainment                         |
| Memories Off (3 Folgen)                                          | メモリーズオフ                                                                                 | 2001 als OVA          | E&G Film                                  |
| Memories Off 2nd (3 Folgen)                                      | メモリーズオフ2nd                                                                              | 2001 als OVA          | Picture Magic, Rikuentai                  |
| Millennium Actress                                               | 千年女優, Chiyoko Millennial Actress                                                           | 2001 als Film         | Madhouse                                  |
| Najica (12 Folgen)                                               | ナジカ電撃作戦, Najica Dengeki Sakusen, Najica Blitz Tactics                                   | 2001 als Fernsehserie | Studio Fantasia, Amber Film Works         |
| Noir (26 Folgen)                                                 | ノワール, Nowāru                                                                               | 2001 als Fernsehserie | Bee Train                                 |
| One Piece – Abenteuer auf der Spiralinsel!                       | ONE PIECE ねじまき島の冒険, One Piece: Nejimaki-jima no Bōken                                  | 2001 als Film         | Tōei Animation                            |
| Onegai Teacher (13 Folgen)                                       | おねがい☆ティーチャー, Please Teacher!                                                         | 2001 als Fernsehserie | Daume                                     |
| Otogi Story: Tenshi no Shippo (12 Folgen)                        | おとぎストーリー 天使のしっぽ, Angel Tales, Angel Tail                                         | 2001 als Fernsehserie | Tokyo Kids                                |
| PaRappa the Rapper (30 Folgen)                                   | パラッパラッパー, Parapparappa                                                                 | 2001 als Fernsehserie | J.C.Staff                                 |
| Piroppo (23 Folgen)                                              | ピロッポ                                                                                       | 2001 als Fernsehserie | Studio 4°C                                |
| Pretear (13 Folgen)                                              | 新白雪姫伝説プリーティア, Shin Shirayuki-hime Densetsu Purītia                                 | 2001 als Fernsehserie |                                           |
| Prince of Tennis (178 Folgen)                                    | テニスの王子様, Tenisu no Ōji-sama                                                             | 2001 als Fernsehserie | Trans Arts                                |
| Princess Tutu (26 Folgen)                                        | プリンセスチュチュ, Purinsesu Chuchu                                                           | 2001 als Fernsehserie | Hal Film Maker                            |
| Project Arms (26 Folgen)                                         | PROJECT ARMS                                                                                   | 2001 als Fernsehserie | TMS Entertainment                         |
| Project Arms: The 2nd Chapter (26 Folgen)                        | PROJECT ARMS The 2nd Chapter                                                                   | 2001 als Fernsehserie | TMS Entertainment                         |
| Puni Puni Poemi (2 Folgen)                                       | ぷにぷに☆ぽえみぃ                                                                              | 2001 als OVA          | J.C.Staff, Victor Entertainment           |
| RahXephon (26 Folgen)                                            | ラーゼフォン                                                                                   | 2001 als Fernsehserie | Studio Bones                              |
| RAVE (51 Folgen)                                                 | レイヴ                                                                                         | 2001 als Fernsehserie | Studio Deen                               |
| Read or Die (3 Folgen)                                           | R.O.D -READ OR DIE-                                                                            | 2001 als OVA          | Studio Deen                               |
| Robotic Angel                                                    | Metropolis                                                                                     | 2001 als Film         | Madhouse                                  |
| Run=Dim (13 Folgen)                                              |                                                                                                | 2001 als Fernsehserie | Idea Factory, Digital Dream Studios       |
| Rune Soldier (24 Folgen)                                         | 魔法戦士リウイ, Mahō Senshi Louie                                                              | 2001 als Fernsehserie | J.C.Staff                                 |
| Rurōni Kenshin – Meiji Kenkaku Romantan – Seisō-hen (2 Folgen)   | るろうに剣心 -明治剣客浪漫譚- 星霜編                                                           | 2001 als OVA          | Studio Deen                               |
| Saiyuki – Requiem                                                | 劇場版 幻想魔伝 最遊記 Requiem, Gekijōban Gensōmaden Saiyuki: Requiem                          | 2001 als Film         | Studio Pierrot                            |
| Sakura Taisen: Katsudō Shashin                                   | サクラ大戦 活動写真, Sakura Wars Movie                                                         | 2001 als Film         | Production I.G                            |
| Samurai Girl: Real Bout High School (13 Folgen)                  | SAMURAI GIRL リアルバウトハイスクール                                                          | 2001 als Fernsehserie | Gonzo                                     |
| S-CRY-ed (26 Folgen)                                             | スクライド                                                                                     | 2001 als Fernsehserie | Sunrise                                   |
| Seikai no Senki II (10 Folgen)                                   | 星界の戦旗 II                                                                                  | 2001 als Fernsehserie | Sunrise                                   |
| Shaman King (64 Folgen)                                          | シャーマンキング                                                                               | 2001 als Fernsehserie | Xebec                                     |
| Shinchōkyōryo: Condor Hero (26 Folgen)                           | 神神雕侠侶 コンドルヒーロー, Shinchōkyōryo: Kondoru Hīrō, Legend of the Condor Hero            | 2001 als Fernsehserie | Jade Animation, Nippon Animation          |
| Sister Princess (26 Folgen)                                      | シスター・プリンセス                                                                           | 2001 als Fernsehserie | Zexcs                                     |
| Slayers Premium                                                  | スレイヤーズぷれみあむ                                                                         | 2001 als Film         | Hal Film Maker                            |
| SoulTaker (13 Folgen)                                            | ソウルテイカー                                                                                 | 2001 als Fernsehserie | Tatsunoko Production                      |
| Star Ocean EX (26 Folgen)                                        | スターオーシャンEX                                                                             | 2001 als Fernsehserie | Studio Deen                               |
| Super Gals! Kotobuki Ran (52 Folgen)                             | 超GALS! 寿蘭                                                                                   | 2001 als Fernsehserie | Studio Pierrot                            |
| Super Kickers 2006 – Captain Tsubasa (52 Folgen)                 | キャプテン翼 ROAD TO DREAM, Kyaputen Tsubasa: Road to Dream, Captain Tsubasa: Road to Dream    | 2001 als Fernsehserie | Group TAC                                 |
| Taiho Shichau zo: Second Season (26 Folgen)                      | 逮捕しちゃうぞ SECOND SEASON                                                                   | 2001 als Fernsehserie | Studio Deen                               |
| Tales of Eternia: The Animation (13 Folgen)                      | テイルズ オブ エターニア THE ANIMATION, Teiruzu obu Etānia: The Animation                      | 2001 als Fernsehserie | Xebec, Production I.G                     |
| Tennis no Ōji-sama (178 Folgen)                                  | テニスの王子様, The Prince of Tennis                                                           | 2001 als Fernsehserie | Production I.G                            |
| Tetsuwan Atom: Shinsen-gumi                                      | 鉄腕アトム/新撰組                                                                              | 2001 als Film         | Studio Comet                              |
| Time Stranger Kyōko: Chocola ni Omakase!                         | 時空異邦人KYOKO ちょこらにおまかせ!, Taimu Sutorenjā Kyōko: Chokora ni Omakase!                | 2001 als Kurzfilm     | Production I.G, Transarts                 |
| Tottoko Hamutaro: Hamu Hamu Land Daibōken                        | とっとこハム太郎 ハムハムランド大冒険                                                          | 2001 als Film         | TMS Entertainment                         |
| Usagi-chan de Cue!! (3 Folgen)                                   | うさぎちゃんで ＣＵＥ!!                                                                        | 2001 als OVA          | Pink Pineapple                            |
| Vandread Taidōhen (eine Folge)                                   | ヴァンドレッド 胎動篇, Vandread Integral                                                       | 2001 als OVA          | Gonzo                                     |
| Vandread: The Second Stage (13 Folgen)                           | ヴァンドレッド the second stage                                                                | 2001 als Fernsehserie | Gonzo, Digimation                         |
| WXIII: Patlabor                                                  | WX3 機動警察パトレイバー, Kidō Keisatsu Patorebā 2 the Movie                                   | 2001 als Film         | Triangle Staff, Madhouse                  |
| X (24 Folgen)                                                    | エックス, Ekkusu, X 1999                                                                       | 2001 als Fernsehserie | Madhouse                                  |
| Z.O.E 2167 IDOLO (eine Folge)                                    | Zone of the Enders 2167 Idolo                                                                  | 2001 als OVA          | Sunrise                                   |
| Z.O.E Dolores, i (26 Folgen)                                     | Zone of the Enders: Dolores, i                                                                 | 2001 als Fernsehserie | Sunrise                                   |